# Санджив Сталин
У этого человека индийское имя без фамилии. Санджив — имя, Сталин — отчество.
Санджив Сталин (англ. Sanjeev Stalin; род. 17 января 2001, Бангалор) — индийский футболист, защитник клуба «Мумбаи Сити».

## Биография

### Клубная карьера
Воспитанник академии Всеиндийской футбольной федерации. Профессиональную карьеру начинал в клубе «Индиан Эрроуз», за который выступал в Ай-лиге и за два сезона сыграл 28 матчей. В феврале 2020 года подписал двухлетний контракт с португальским клубом высшей лиги «Авеш». В августе того же года перешёл в клуб третьей лиги «Сертаненси», однако на профессиональном уровне в Португалии так и не сыграл. В июне 2021 года вернулся в Индию, где присоединился к клубу Суперлиги «Керала Бластерс». Летом 2022 года перешёл в «Мумбаи Сити».

### Карьера в сборной
Принимал участие в домашних для Индии юношеском чемпионате Азии 2016 (до 16 лет) (1 матч) и юношеском чемпионате мира 2017, на котором сыграл во всех трёх матчах групповой стадии, но не набрал с командой ни одного очка.